# Императрица Мария (линейный корабль, 1827)
«Императрица Мария» — парусный линейный корабль Черноморского флота Российской империи, находившийся в составе флота с 1827 по 1843 год, один из кораблей одноимённого типа, участник русско-турецкой войны 1828—1829 годов и Босфорской экспедиции. Во время несения службы использовался для бомбардировки крепостей и береговых укреплений, высадки десантов, перевозки войск, участия в практических и крейсерских плаваниях в Чёрном море, а по окончании службы был переоборудован в блокшив.

## Описание корабля
Один из трёх парусных линейных кораблей одноимённого типа, строившихся по чертежам адмирала А. С. Грейга в Николаеве с 1826 по 1829 год. Длина корабля составляла 59,7—59,8 метра, ширина — 15,5—15,7 метра, а осадка — 6,1 метра. Корабли этого типа относились к кораблям 84-пушечного ранга, однако имели большее количество орудий, так на «Императрице Марии» их число достигало 96.
Корабль назван в честь супруги императора Павла I, императрицы Марии Фёдоровны, и был одним из двух парусных линейных кораблей российского флота, носивших это имя. Одноимённый корабль был построен в 1853 году, также нёс службу в составе Черноморского флота и принимал участие в Крымской войне.

## История службы
Линейный корабль «Императрица Мария» был заложен на стапеле главного адмиралтейства в Николаеве в 1826 году, во время строительства его командиром был назначен командир 35-го флотского экипажа капитан 2-го ранга Г. А. Папахристо. После спуска на воду в 17 (29) октября 1827 года вошёл в состав Черноморского флота России и до конца года находился при Николаевском порте. Строительство вёл корабельный мастер 6 класса И. С. Разумов. В кампанию следующего 1828 года совершил переход из Николаева в Севастополь.
Принимал участие в русско-турецкой войне. 24 августа (5 сентября) 1828 года присоединился к флоту, находившемуся у Варны, доставив туда из Николаева 920 солдат и офицеров. 3 (15) сентябряна корабле проходили переговоры между адмиралом А. С. Грейгом и капудан-пашой, на которых капудан-паша отказался сдать крепость. После чего 4 (16) и 5 (17) сентября корабль принимал участие в бомбардировке крепости. 2 (14) октября ушёл от Варны с императором Николаем I на борту. На пути в Россию попал в сильный шторм и получил серьёзные повреждения — у корабля были сломаны фор-стеньга, грот- и брам-стеньги, утлегарь, бом-утлегарь, однако к 8 (20) октября корабль успешно добрался до Одессы, доставив туда императора, после чего ушёл в Севастополь. В тот же день командир корабля капитан 2-го ранга Г. А. Папахристо за отличия под Варной был награждён орденом Святой Анны II степени.
17 (29) января 1829 года во главе отряда под флагом контр-адмирала И. И. Стожевского вернулся в Варну для крейсерских плаваний у Босфора. 15 (27) февраля в составе эскадры доставил десант к Сизополю, а также принял участие в подавлении береговых батарей, после чего крепость капитулировала. 11 (23) марта в составе отряда подошёл к крепости Ахиолло, однако из-за мелей не мог подойти к берегу для бомбардировки и вынужден был вернуться в Сизополь по погодным условиям. В марте 1829 года совместно с линейным кораблем «Пармен» доставлял войска из Варны в Сизополь. 28 марта (9 апреля) принимал участие в отражении нападения турецких войск на Сизополь, ведя артиллерийский огонь по противнику.
С апреля по июнь 1829 года в составе эскадры под командованием А. С. Грейга трижды выходил к проливу Босфор. В июле 1829 года перевозил больных и раненых в Севастополь, а обратным рейсом — войска в Сизополь. В августе того же года в составе эскадры крейсировал в районе Сизополь — Босфор — Инада — Мидия — Босфор — Сизополь, а к 17 (29) октября вернулся в Севастополь. В кампанию этого года командир корабля капитан 1-го ранга Г. А. Папахристо был награжден солотой саблей с надписью «За храбрость».

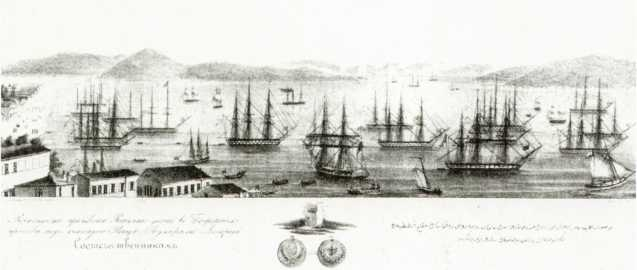
Эскадра Черноморского флота в Босфоре. Гравюра 1830-х годов

В кампанию 1830 года присоединился к эскадре контр-адмирала М. Н. Кумани, в составе которой перевозил войска из портов Румелии и Болгарии в Феодосию, Одессу и Севастополь. В кампании 1831 и 1832 годов находился в Севастополе. 
В 1833 году принимал участие в Боспорской экспедиции Черноморского флота. 6 (18) марта во главе отряда под флагом контр-адмирала М. Н. Кумани пришел из Севастополя в Одессу, где принял на борт войска и к 24 марта (5 апреля) доставил их в Буюк-дере. 28 июня (10 июля) эскадра, в составе которой находилась и «Императрица Мария», приняла на борт войска и доставила в Феодосию, а к 22 июля (3 августа) вернулась в Севастополь. В память пребывания в Константинополе российских войск командир корабля капитан 1-го ранга Г. А. Папахристо получил от турецкого золотую медаль.
В 1834 году корабль подвергся тимберовке, после чего в составе эскадры вице-адмирала М. П. Лазарева выходил в практические плавания в Чёрное море. С 1835 по 1840 год принимал участие в практических плаваниях эскадр кораблей Черноморского флота Чёрном море. В кампанию 1835 года командир корабля капитан 2-го ранга П. Я. Сахновский был награждён орденом Святого Георгия IV степени за выслугу 25 лет в офицерских чинах. В марте—апреле 1837 года также находился в составе эскадры, перевозившей войска 13-й дивизии из Одессы в Севастополь. 
По окончании службы в составе Черноморского флота в 1843 году линейный корабль «Императрица Мария» был переоборудован в блокшив.

## Командиры корабля
Командирами линейного корабля «Императрица Мария» в составе Российского императорского флота в разное время служили:
- капитан 2-го ранга, а с 1 (13) января 1829 года капитан 1-го ранга Г. А. Папахристо (1826—1834 годы)[9];
- капитан 2-го ранга а с 18 (30) апреля 1837 года капитан 1-го ранга П. Я. Сахновский (1835—1840 годы)[10].